# 荻蒿花花介
荻蒿花花介（学名：Callistocythere tihaoa）为細花介科花花介屬下的一个种。